# Comandant del Cos de Marines

La Bandera del Comandant del Cos de Marines dels Estats Units

El Comandant del Cos de Marines (CMC) és normalment el màxim oficial del Cos de Marines dels Estats Units, sent membre de la Junta de Caps d'Estat Major. El CMC informa directament al Secretari de la Marina dels Estats Units, i és responsable de l'organització, política, plans i programes del Cos de Marines, així com d'exercir de conseller del President, el Secretari de Defensa, el Consell Nacional de Seguretat, el Consell de Seguretat Interior i al Secretari de la Marina en totes aquelles qüestions relatives al Cos de Marines. Sota l'autoritat del Secretari de la Marina, el CMC designa al personal de la Marina i dota de recursos als comandants dels Comandaments Unificats de Combat. El Comandant realitza totes les altres funcions descrites a la Secció 5043 del 10è Títol del Codi dels Estats Units, o delega aquells deures o responsabilitats a altres oficials de la seva administració en nom seu. Així com la resta de caps, el CMC és un càrrec administratiu i no té comandament operatiu sobre les forces del Cos de Marines dels Estats Units.
El Comandant és nomenat el President i ha de ser confirmat pel Senat, i és nomenat com un general de quatre estrelles. "El Comandant és directament responsable davant del Secretari de la Marina de totes les actuacions del Cos de Marines. Això inclou l'administració, disciplina, organització interna, entrenament, requeriments, eficiència i disponibilitat per al servei. El Comandant és responsable del sistema de suport de material del Cos de Marines." Des de 1801, la seu del Comandant ha estat situada a les Casernes dels Marines de Washington DC i els seus oficials principals estan a Arlington, Virginia.

## Comandants
Trenta-quatre homes han servit fins a l'actualitat com a Comandant del Cos de Marines, incloent al Comandant actual, General James T. Conway. El primer Comandant va ser Samuel Nicholas, que ocupà el càrrec sent capità car no hi havia cap ofici anomenat Comandant en aquells moments, i el Segon Congrés Continental havia autoritzat que el Marine amb més antiguitat ascendís fins a Coronel.
El Comandant que més temps va servir com a tal va ser Archibald Henderson, a vegades referit com L'Avi del Cos de Marines, a causa dels seus 39 anys al càrrec. En els 234 anys d'història del Cos de Marines dels Estats Units, només un comandant ha estat afusellat: Anthony Gale, de resultes d'un consell de guerra el 1820.
Al juny del 2010, el Vicecomandant James F. Amos va ser recomanat pel Secretari de Defensa Robert Gates a succeir a Conway com a Comandant, i que Joseph F. Dunford, Jr. ocupés el càrrec de Vicecomandant. Si fos nomenat pel President Barack Obama, aquest canvi trencaria la tradició que el Comandant fos un oficial d'infanteria (el General Amos és aviador).
| #   | Imatge | Nom                               | Rang                     | Presa de possessió del càrrec | Final del càrrec       | Notes |
| --- | --- | --------------------------------- | ------------------------ | ----------------------------- | ---------------------- | --- |
| 1   | black & white portrait of Samuel Nicholas                                                                                     | Samuel Nicholas                   | Major                    | 28 de novembre de 1775        | 27 d'agost de 1783     | El primer Comandant de facto pel seu paper com a oficial més veterà dels Marines Continentals. |
| 2   | black & white portrait of William W. Burrows                                                                                  | William W. Burrows                | Tinent Coronel           | 12 de juliol de 1798          | 6 de març de 1804      | El primer Comandant de iure, que inicià diverses organitzacions importants del Cos, incloent la Banda de Marines dels Estats Units |
| 3   | black & white portrait of Franklin Wharton                                                                                    | Franklin Wharton                  | Tinent Coronel           | 7 de març de 1804             | 1 de setembre de 1818  | Va ser el primer Comandant en ocupar la Casa del Comandant a Casernes dels Marines, Washington DC |
| 3.5 | black & white portrait of Archibald Henderson                                                                                 | Archibald Henderson (en funcions) | Major                    | 16 de setembre de 1818        | 2 de març de 1819      | Comandant en funcions, posteriorment serviria com Comandant entre 1820 i 1859 |
| 4   | — | Anthony Gale                      | Tinent Coronel           | 3 de març de 1819             | 8 d'octubre de 1820    | L'únic Comandant que ha estat afusellat |
| 5   | black & white portrait of Archibald Henderson                                                                                 | Archibald Henderson               | Brevet Brigadier general | 17 d'octubre de 1820          | 6 de gener de 1859     | El Comandant que ha servit més temps al càrrec; conegut com "l'Avi del Cos de Marines"; conegut pel seu paper en l'expansió de la missió del Cos incloent el expeditionary warfare i el Cos de desplegament ràpid |
| 6   | black & white photograph of John Harris                                                                                       | John Harris                       | Coronel                  | 7 de gener de 1859            | 1 de maig de 1864      | Comandant durant l'inici de la Guerra Civil Americana |
| 7   | black & white photograph of Jacob Zeilin                                                                                      | Jacob Zeilin                      | Brigadier general        | 10 de juny de 1864            | 31 d'octubre de 1876   | Va ser el primer general del Cos de Marines. Aprovà oficialment el disseny de l'Àliga, Globus i Àncora com emblema del Cos de Marines |
| 8   | black & white photograph of Charles G. McCawley                                                                               | Charles G. McCawley               | Coronel                  | 1 de novembre de 1876         | 29 de gener de 1891    | Trià "Semper Fidelis" ("Sempre Fidels" en llatí, com el lema oficial del Cos de Marines |
| 9   | black & white portrait of Charles Heywood                                                                                     | Charles Heywood                   | Major General            | 30 de juny de 1891            | 2 d'octubre de 1903    | Va ser el primer Marine en lluir el ranc de Major General |
| 10  | black & white portrait of George F. Elliott                                                                                   | George F. Elliott                 | Major General            | 3 d'octubre de 1903           | 30 de novembre de 1910 | Resistí amb èxit les temptatives de retirar els Marines dels vaixells capitals i de fusionar el cos a l'Exèrcit |
| 11  | black & white photograph of William P. Biddle                                                                                 | William P. Biddle                 | Major General            | 3 de febrer de 1911           | 24 de febrer de 1914   | Establí la Força de Base Avançada, precursora de l'actual Força Marine de la Flota |
| 12  | black & white portrait of George Barnett                                                                                      | George Barnett                    | Major General            | 25 de febrer de 1914          | 30 de juny de 1920     | Serví com a Comandant durant la I Guerra Mundial, que provocà un gran increment de personal durant el seu mandat |
| 13  | black & white portrait of John A. Lejeune                                                                                     | John A. Lejeune                   | Major General            | 1 de juliol de 1920           | 4 de març de 1929      | Inicià la tradició del ball d'aniversari amb l'Orde 47 del Cos de Marines, encara vigent |
| 14  | black & white portrait of Wendall C. Neville                                                                                  | Wendall C. Neville                | Major General            | 5 de març de 1929             | 8 de juliol de 1930    | Condecorat amb la Medalla d'Honor i la Medalla Honorària del Cos de Marines |
| 15  | black & white photograph of Ben H. Fuller                                                                                     | Ben H. Fuller                     | Major General            | 9 de juliol de 1930           | 28 de febrer de 1933   | Consolidà el concepte de la Força Marine de la Flota |
| 16  | black & white photograph of John H. Russell, Jr.                                                                              | John H. Russell, Jr.              | Major General            | 1 de març de 1934             | 30 de novembre de 1936 | El sistema de promocions d'antiguitat dels oficials havia canviat per la promoció per selecció, la 1a Brigada de marines havia estat retirada d'Haití, i el nombre de vaixells que portaven destacaments de Marines continuà augmentant. |
| 17  | black & white photograph of Thomas Holcomb                                                                                    | Thomas Holcomb                    | Tinent General           | 1 de desembre de 1936         | 31 de desembre de 1943 | Expandí el Cos unes 20 vegades per la II Guerra Mundial i integrà les dones al Cos. Va ser el primer Marine en ser promogut (després de retirar-se) al ranc de General |
| 18  | black & white photograph of Alexander A. Vandegrift                                                                           | Alexander A. Vandegrift           | General                  | 1 de gener de 1944            | 31 de desembre de 1947 | Guardonat amb la Medalla d'Honor. Va ser el primer Marine en actiu en ostentar el ranc de General. Resistí les temptatives de fusionar el Cos a l'Exèrcit |
| 19  | black & white photograph of Clifton B. Cates                                                                                  | Clifton B. Cates                  | General                  | 1 de gener de 1948            | 31 de desembre de 1951 | Receptor de la Creu de la Marina |
| 20  | black & white photograph of Lemuel C. Shepherd, Jr.                                                                           | Lemuel C. Shepherd, Jr.           | General                  | 1 de gener de 1952            | 31 de desembre de 1955 | Primer Comandant em servir a la Junta de Caps d'Estat Major |
| 21  | black & white photograph of Randolph M. Pate                                                                                  | Randolph M. Pate                  | General                  | 1 de gener de 1956            | 31 de desembre de 1959 | — |
| 22  | black & white photograph of David M. Shoup                                                                                    | David M. Shoup                    | General                  | 1 de gener de 1960            | 31 de desembre de 1963 | Guardonat amb la Medalla d'Honor. |
| 23  | black & white photograph of Wallace M. Greene, Jr.                                                                            | Wallace M. Greene, Jr.            | General                  | 1 de gener de 1964            | 31 de desembre de 1967 | Supervisà la proliferació del Cops durant la Guerra de Vietnam |
| 24  | black & white photograph of Leonard F. Chapman, Jr.                                                                           | Leonard F. Chapman, Jr.           | General                  | 1 de gener de 1968            | 31 de desembre de 1971 | Comandant durant la Guerra de Vietnam |
| 25  | black & white photograph of Robert Everton Cushman, Jr.                                                                       | Robert E. Cushman, Jr.            | General                  | 1 de gener de 1972            | 30 de juny de 1975     | Supervisà als darrers Marines abandonar Vietnam i el Cos disminuí a 190.000 homes en temps de pau mentre mantenia la disponibilitat |
| 26  | black & white photograph of Louis H. Wilson, Jr.                                                                              | Louis H. Wilson, Jr.              | General                  | 1 de juliol de 1975           | 30 de juny de 1979     | Guardonat amb la Medalla d'Honor. |
| 27  | color photograph of Robert H. Barrow                                                                                          | Robert H. Barrow                  | General                  | 1 de juliol de 1979           | 30 de juny de 1983     | Va ser el primer Comandant en servir els 4 anys regulars com a membre de la Junta de Caps d'Estat Major. Assolí l'aprovació de la fabricació dels avions Harrier modificats, així com d'altres millores per augmentar l'efectivitat del Cos de Marines. |
| 28  | black & white photograph of Paul X. Kelley                                                                                    | Paul X. Kelley                    | General                  | 1 de juliol de 1983           | 30 de juny de 1987     | Al 2007, en una columna al Washington Post, el General Kelly parlà contra l'ordre executiva del President George W. Bush sobre l'interrogatori i la tortura als sospitosos de terrorisme. |
| 29  | color photograph of Alfred M. Gray, Jr., the only Marine in this list wearing utilities instead of a service or dress uniform | Alfred M. Gray, Jr.               | General                  | 1 de juliol de 1987           | 30 de juny de 1991     | El Centre de Recerca Alfred M. Gray de la Base del Cos de Marines de Quantico custodia els Arxius del Cos de Marines i les Col·leccions Especials i la Biblioteca de la Universitat del Cos de Marines. |
| 30  | color photograph of Carl E. Mundy, Jr.                                                                                        | Carl E. Mundy, Jr.                | General                  | 1 de juliol de 1991           | 30 de juny de 1995     | Actualment està al consell de direcció de General Dynamics i és el President de la fundació de la Universitat del Cos de Marines. |
| 31  | color photograph of Charles C. Krulak                                                                                         | Charles C. Krulak                 | General                  | 1 de juliol de 1995           | 30 de juny de 1999     | Fill del Tinent General del Cos de Marines Victor H. Krulak |
| 32  | color photograph of James L. Jones                                                                                            | James L. Jones                    | General                  | 1 de juliol de 1999           | 12 de gener de 2003    | Supervisà el desenvolupament dels uniformes de camuflatge MARPAT i l'adopció del Programa d'Arts Marcials del Cos de Marines. Va ser el primer oficial dels Marines en servir com a Comandant del Comandament Europeu dels Estats Units (USEUCOM) i Comandant Suprem Aliat a Europa de l'OTAN (SACEUR), llavors Conseller de Seguretat Nacional de l'Administració Obama |
| 33  | color photograph of Michael W. Hagee                                                                                          | Michael W. Hagee                  | General                  | 13 de gener de 2003           | 13 de novembre de 2006 | Comandant del Cors durant els primers anys de la Guerra d'Iraq |
| 34  | color photograph of James T. Conway                                                                                           | James T. Conway                   | General                  | 14 de novembre de 2006        | 22 d'octubre de 2010   | Comandà les tropes dels Marines durant la Guerra d'Iraq i supervisà l'expansió del Cos a 202.000 membres |
| 35  | Official portrait from Amos, 2010                                                                                             | James F. Amos                     | General                  | 22 d'octubre de 2010          | 17 d'octubre de 2014   | Primer aviador naval en servir com a Comandant |
| 36  | Official portrait from Dunford, 2014                                                                                          | Joseph F. Dunford, Jr.            | General                  | 17 d'octubre de 2014          | Al càrrec              | |